# Evita Perón
María Eva Duarte de Perón, nata María Eva Duarte (Los Toldos, 7 maggio 1919 – Buenos Aires, 26 luglio 1952), è stata un'attrice, politica, sindacalista e filantropa argentina, seconda moglie del presidente Juan Domingo Perón e primera dama dell'Argentina dal 1946 fino alla morte nel 1952, avvenuta per un tumore, a 33 anni. È di solito indicata come Eva Perón o con il diminutivo Evita.
Eva Duarte nacque a Los Toldos, presso Junín, a circa 280 chilometri a sudovest di Buenos Aires, nell'Argentina rurale, il 7 maggio 1919, ultima di cinque figli. Nel 1934, a 15 anni, si trasferì a Buenos Aires, capitale della nazione, dove intraprese una carriera da attrice di teatro, radio e cinema.
Eva conobbe il colonnello Juan Domingo Perón il 22 gennaio 1944, a Buenos Aires, durante un evento di beneficenza a favore delle vittime del terremoto di San Juan. I due si sposarono l'anno successivo. Nel 1946 Juan Perón fu eletto Presidente dell'Argentina, proponendo una politica sociale e nazionalista, il peronismo, a cui Eva contribuì. Nel corso dei successivi sei anni, Eva Perón divenne una figura di spicco all'interno dei sindacati peronisti, patrocinando i diritti dei lavoratori e dei più poveri. Morì a 33 anni, per un tumore all'utero.
La sua figura, tuttora oggetto di venerazione popolare in Argentina, è stata anche al centro di numerose celebrazioni postume, come il film hollywoodiano Evita, tratto dall'omonimo musical teatrale.

## Biografia

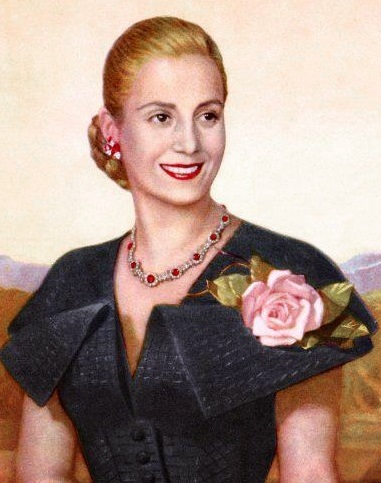
Ritratto ufficiale di Eva Perón, 1948

### Infanzia a Los Toldos
Evita nacque il 7 maggio del 1919 a La Unión, la proprietà terriera del padre, vicino al paese di Los Toldos, in provincia di Buenos Aires. Era l'ultima di cinque figli illegittimi di un piccolo proprietario terriero originario di Chivilcoy, Juan Duarte, e della sua cuoca e amante, Juana Ibarguren.
Qualche tempo dopo la nascita di Evita, il padre abbandonò amante e figli per tornare a Chivilcoy, alla famiglia legittima. Dopo l'abbandono, la madre di Evita decise di trasferirsi a Los Toldos con i cinque figli. Juana Ibarguren possedeva una macchina per cucire e si mise a confezionare pantaloni per un negozio, mentre la sorella Elisa venne assunta nell'ufficio postale del villaggio.
Gli anni di Los Toldos furono fondamentali per plasmare il carattere di Evita: ai suoi coetanei era vietato giocare insieme a lei e gli abitanti del villaggio la umiliavano, discriminandola per la sua condizione di figlia illegittima. Per questo motivo la bambina era divisa tra la solidarietà verso la sua famiglia e la vergogna di appartenervi. Anche il suo carattere era diviso: allegra e capricciosa in casa e introversa fuori.
Nel 1926 il padre morì in un incidente d'auto. La famiglia intera partì per Chivilcoy per dare un ultimo saluto all'uomo. La morte del padre aggravò seriamente la situazione economica della famiglia. Quando Juana Ibarguren si recò a Chivilcoy con le figlie per rendere l'ultimo saluto all'uomo, Eva dovette affrontare altre discriminazioni e umiliazioni. Le figlie legittime, infatti, non volevano lasciar entrare quelle illegittime e fu soltanto grazie all'intervento di un parente che le ragazze riuscirono ad avvicinarsi alla bara. Eva raccontò in seguito come in quell'occasione avesse scoperto l'indignazione dinanzi all'ingiustizia.

### Adolescenza a Junín
La sorella Elisa fu trasferita dall'ufficio postale di Los Toldos a quello di Junín e così Juana decise di trasferire tutta la famiglia al seguito della figlia, lasciandosi alle spalle numerosi debiti. A Junín la situazione economica della famiglia migliorò quando i figli trovarono lavoro: Elisa lavorava all'ufficio postale, Blanca era maestra di scuola e Juan impiegato in una fabbrica di sapone.
Il carattere di Evita diventava sempre più contraddittorio: i suoi compagni di scuola la trovavano dolce, ma nello stesso tempo ne conoscevano l'animo autoritario. Una delle sue compagne affermò che Evita voleva sempre comandare. Inoltre era chiamata "la grande" giacché, ripetente, terminò le medie inferiori a 14 anni, quando i suoi compagni ne avevano solo 12.
A Junín affiorò la sua predisposizione artistica: era la prima della classe in recitazione. Il suo idolo cinematografico era Norma Shearer. Giorno dopo giorno si convinceva che il suo destino era fare l'attrice: lo comunicò alla madre che, nonostante il carattere autoritario, non aveva principi rigidi e idee arretrate, e accettò il desiderio della figlia.

### Partenza per Buenos Aires e lavoro di attrice
Esistono diverse versioni sulla partenza di Evita:
- Versione della sorella Erminda
Evita chiese alla madre di accompagnarla a Buenos Aires per un'audizione radiofonica. Dopo molte esitazioni, la madre accettò. Evita recitò una poesia e il direttore dell'emittente le propose un contratto. Eva si stabilì a Buenos Aires presso alcuni amici di famiglia.[14]
- Versione di Fermín Chávez (giornalista)
Evita chiese alla madre di accompagnarla a Buenos Aires per un'audizione radiofonica. Dopo l'audizione rientrarono insieme a Junín. La risposta della radio si fece attendere. Ciò non impedì a Evita di dichiarare: «Con o senza risposta, parto comunque». Il fratello Juan, che svolgeva il servizio militare a Buenos Aires, si sarebbe occupato di proteggere la sorella minore dai pericoli della grande città.[15]
- Versione di Jorge Capsitski e Rodolfo Tettamanti (giornalisti)
Il cantante di tango Agustín Magaldi si esibì al teatro di Junín. Juan, il fratello di Evita, lo avvicinò per parlargli della sorella. Evita fece visita al cantante nel suo camerino e lo supplicò di portarla insieme a lui a Buenos Aires. Magaldi accettò e tutto si svolse in maniera decorosa, dato che lui viaggiava in compagnia della moglie.[16]

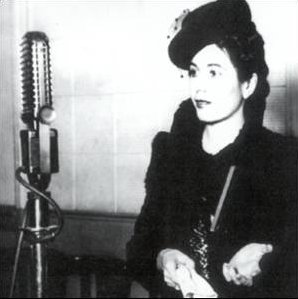
Eva nel periodo della radio (1941)

- Versione di Mary Main (biografa)
Il cantante di tango Agustín Magaldi si esibì al teatro di Junín. Evita s'intrufolò nel camerino del cantante, divenne la sua amante e arrivò così a Buenos Aires con lui.[17]

L'unica cosa certa è che Eva Duarte arrivò il 2 gennaio 1935 a Buenos Aires, a neanche 16 anni. Appena arrivata, Evita si dedicò alla sola cosa che le sembrava di importanza vitale: trovare le persone e i contatti per realizzare il suo sogno di attrice. Magaldi la aiutò presentandola ad alcune persone dell'ambiente.
La sua prima esperienza teatrale fu l'interpretazione del ruolo di una cameriera che doveva annunciare: "Il pranzo è servito". In seguito ottenne altri ruoli. Le critiche non hanno mai concesso a Evita aggettivi migliori di "discreta", ma non l'hanno nemmeno mai trovata pessima. Benché lavorasse per compensi infimi, continuò a recitare senza sosta.
Nel 1936 venne assunta da una compagnia di giro con la quale partì in tournée. Durante il viaggio, il capocomico minacciò di licenziarla se non fosse stata disponibile alle sue richieste sessuali. Evita eluse le pretese dell'attore senza essere licenziata ma, quando fece ritorno a Buenos Aires, lasciò la compagnia.
Gradualmente ottenne un certo riconoscimento: partecipò come attrice secondaria in un film e comparve come modella sulle copertine delle riviste di spettacolo, ma soprattutto iniziò una carriera di successo come annunciatrice e attrice di soap opera. Nell'agosto del 1937 ottenne il suo primo ruolo in un'emittente radio
Il 1º maggio 1939 la sua carriera ebbe una svolta: la compagnia del Teatro dell'Aria cominciò a diffondere una serie di radiodrammi tra i cui protagonisti vi era Eva Duarte. Evita si lanciò con successo nella carriera radiofonica. Dopo il primo, Eva iniziò un secondo ciclo di radiodrammi e, successivamente, un terzo. Recitò anche in un film storico, e fece le sue ultime comparse in teatro prima di abbandonarlo perché si guadagnava poco. Nel 1941 partecipò a due film: El más infeliz del pueblo ("Il più infelice del paese"), e Una novia en apuros ("Una fidanzata nei guai").
Tra radiodrammi e film, Eva finalmente raggiunse una situazione economica abbastanza stabile da permetterle, nel 1942, di comprare un appartamento in un quartiere elegante di Buenos Aires.

### Il peronismo
Il 22 gennaio 1944 Evita incontrò Juan Domingo Perón. In quel periodo l'Argentina stava attraversando un momento di trasformazione economica, sociale e politica.

#### Situazione politica e sociale argentina nel 1944
L'Argentina stava cambiando la sua struttura produttiva: nel 1943, per la prima volta, il valore della produzione industriale superò quello della produzione agricola.
Socialmente il paese stava vivendo una grande migrazione interna: spinta dallo sviluppo dell'industria, la popolazione migrava dalle campagne per stabilirsi nelle città. La grande crescita industriale generò un processo di urbanizzazione e un notevole cambio di popolazione nelle grandi città, specialmente a Buenos Aires, dove la classe operaia andava sempre più aumentando. I criollos o cabecitas negras (le "testoline nere"), chiamati così perché avevano i capelli e gli occhi più scuri di quelli degli immigrati europei, invasero Buenos Aires. La grande migrazione interna si caratterizzò anche per la presenza di una grande quantità di donne, le quali cercavano di inserirsi nel nuovo mercato del lavoro creato dall'industrializzazione.
Politicamente il paese viveva una profonda crisi dei partiti politici tradizionali, i quali avevano instaurato un sistema corrotto fondato sul nepotismo; il governo fu accusato di numerosi brogli elettorali. Questo periodo è conosciuto, nella storia dell'Argentina, come il Decennio infame (1931-1943) e fu dominato da un'alleanza conservatrice, chiamata la Concordia. Davanti alla corruzione del governo conservatore, il 4 giugno 1943 ci fu un colpo di Stato militare che aprì un confuso periodo di riorganizzazione politica. Tra gli autori del colpo di Stato del 1943 vi fu il giovane Juan Domingo Perón, colonnello dell'esercito.
A questo periodo risale l'inizio dell'attività sociale di Evita

#### L'incontro con Juan Domingo Perón
Il 15 gennaio 1944 la città di San Juan venne distrutta da un terremoto che causò più di diecimila morti. Juan Domingo Perón, nominato ministro del lavoro il novembre precedente, con lo scopo di raccogliere fondi per la ricostruzione organizzò un festival di artisti. Il 22 gennaio del 1944, durante il festival, Evita e Perón s'incontrarono. Già nel febbraio seguente decisero di convivere, nel nuovo appartamento di Evita. La carriera artistica di Eva continuava a svilupparsi e in quell'anno venne anche nominata presidente del sindacato chiamato Associazione Radicale Argentina.

#### Gli avvenimenti del 1945

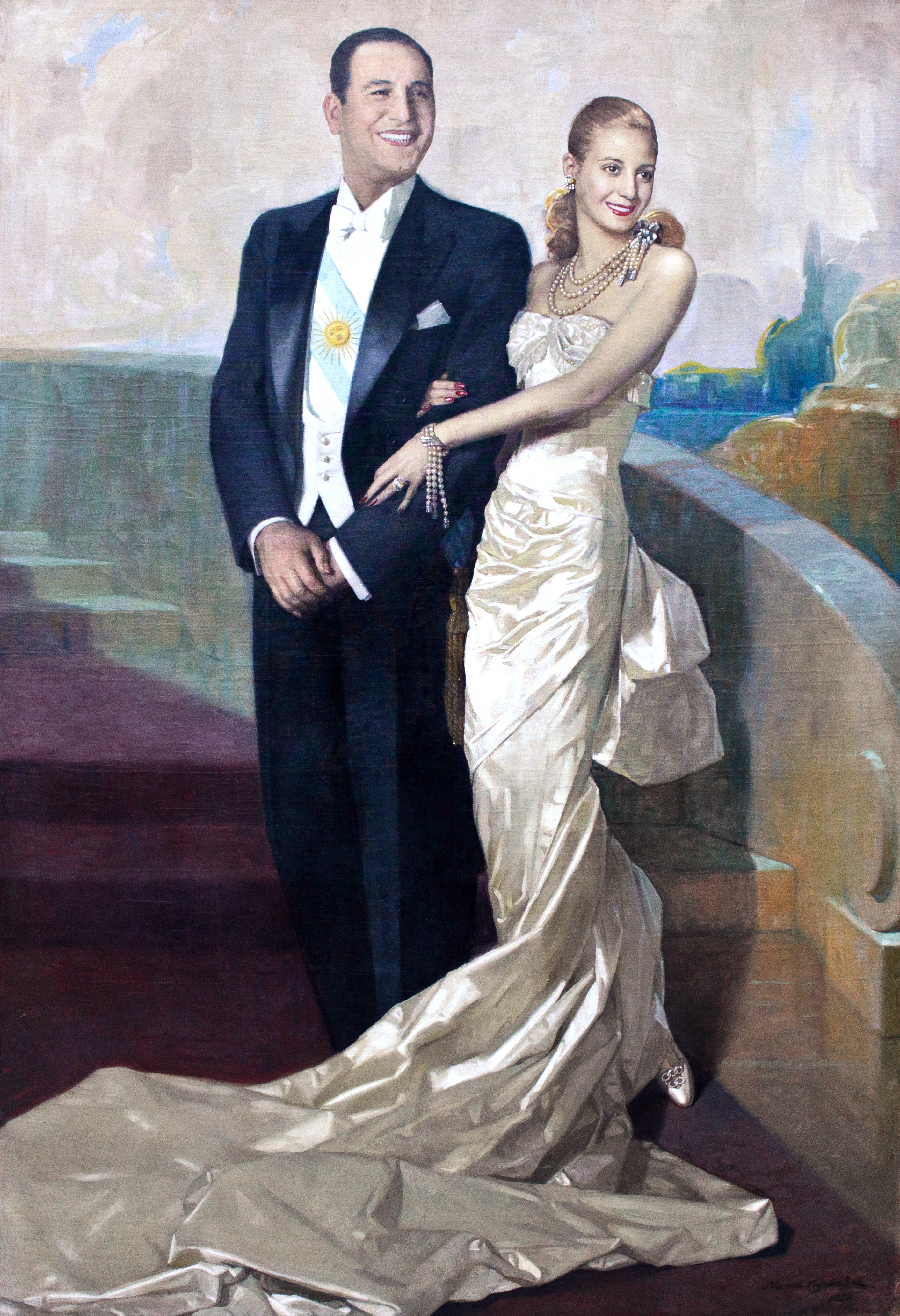
Ritratto ufficiale di Perón e di Evita
(1948, Numa Ayrinhac - Museo del Bicentenario)

Il 5 ottobre del 1945 Perón deteneva tre cariche: aveva conservato quelle di Ministro del lavoro e della guerra ed era diventato anche vicepresidente dell'Argentina. Perón era l'unico che mostrasse di interessarsi ai lavoratori: infatti aveva favorito un aumento dei salari, aveva creato i tribunali del lavoro e migliorato i sistemi di aiuto sociale. Questa serie di misure gli assicurava la fedeltà e la riconoscenza del popolo, e ciò lo rendeva pericoloso agli occhi dell'opposizione democratica e del settore militare.
Il presidente Edelmiro Julián Farrell, sensibile alle critiche dell'opposizione e dei militari, che temevano il potere crescente di Perón, aveva annunciato al popolo argentino che prima della fine dell'anno sarebbe stato chiamato a scegliere i propri governanti.
Nella notte dell'8 ottobre venne organizzata dagli antiperonisti una marcia su Buenos Aires per sbarazzarsi di Perón. Durante un incontro tra il generale Avalos, i suoi militari e il presidente Farrell, venne deciso che Perón avrebbe dovuto dimettersi subito dalle cariche che deteneva.
Il 10 ottobre Perón si presentò al ministero del lavoro per prendere congedo. In strada si erano assembrati quindicimila operai ed Evita era tra di essi. Sfidando i capi dell'esercito, Perón disse alla folla: «Vi chiedo di rispettare l'ordine pubblico affinché si possa proseguire la nostra marcia trionfale, però se un giorno si rivelasse necessario, vi chiederò di battervi». Intanto, Evita venne informata che tutte le sue trasmissioni radio erano state cancellate.
A mezzanotte dello stesso giorno, Evita e Perón lasciarono il loro l'appartamento per rifugiarsi sul delta del Paraná.
Il 13 ottobre Perón venne arrestato e deportato per volontà dei capi delle forze armate, che al loro interno erano profondamente divisi sulla gestione del potere. Venne portato sull'isola di Martín García nel mezzo del Río de la Plata. Nel giorno in cui arrivò sull'isola, Perón scrisse due lettere: una a Mercante, suo amico, e una a Evita, manifestando propositi di rinuncia

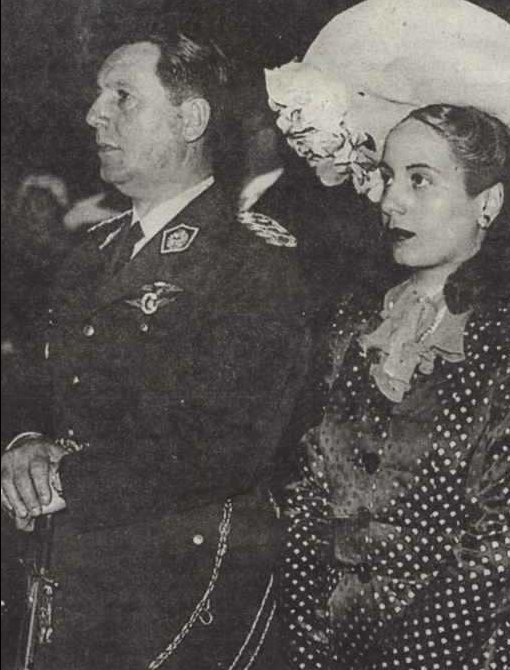
Il matrimonio civile di Eva e Perón

Il 16 ottobre fu internato all'ospedale militare di Buenos Aires per una malattia, vera o fittizia. Lo stesso giorno la CGT (Confederazione Generale del Lavoro) si riunì e proclamò uno sciopero di 24 ore per il 18 ottobre.
La gente, però, iniziò a non dare più ascolto nemmeno ai sindacati. Il 17 ottobre ci fu quella che fu chiamata la "marcia dei descamisados". I manifestanti occuparono spontaneamente Plaza de Mayo, chiedendo la liberazione di Perón e gli stessi generali che lo avevano arrestato furono costretti a richiamarlo al governo. Quel 17 ottobre, molti si erano tolti le camicie a causa del caldo; di conseguenza la parola dispregiativa descamisados (gli scamiciati), usata dal giornale La Prensa, da allora designò i sostenitori di Perón. Eva quel giorno era a Junín a casa della madre e tornò in città solo alla sera.
Dopo la liberazione, il 22 ottobre Perón si sposò con Evita a Junín. Secondo alcuni biografi, in quel 1945 Eva avrebbe avuto un aborto spontaneo.

### Carriera politica

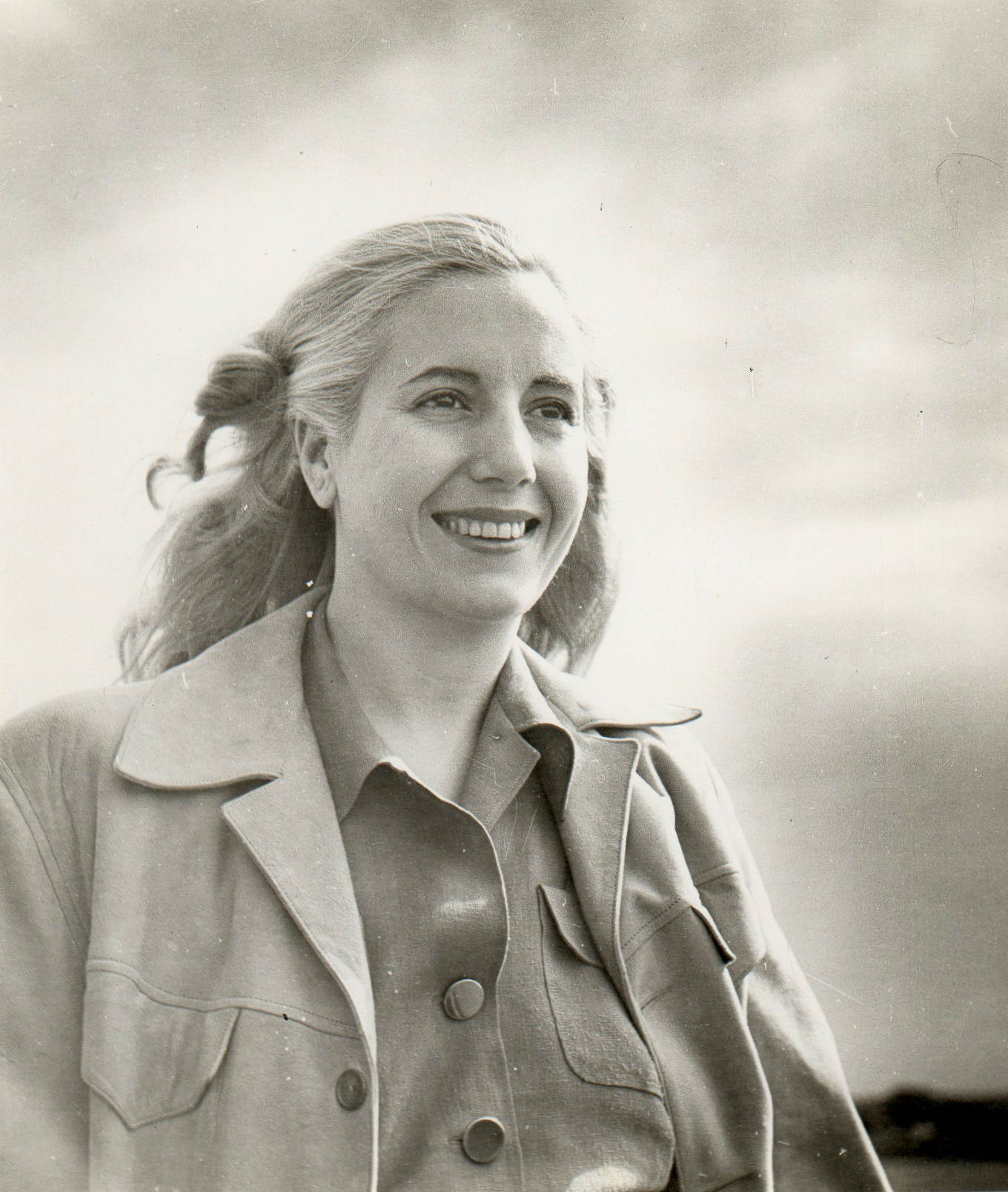
Eva Perón, primavera 1948

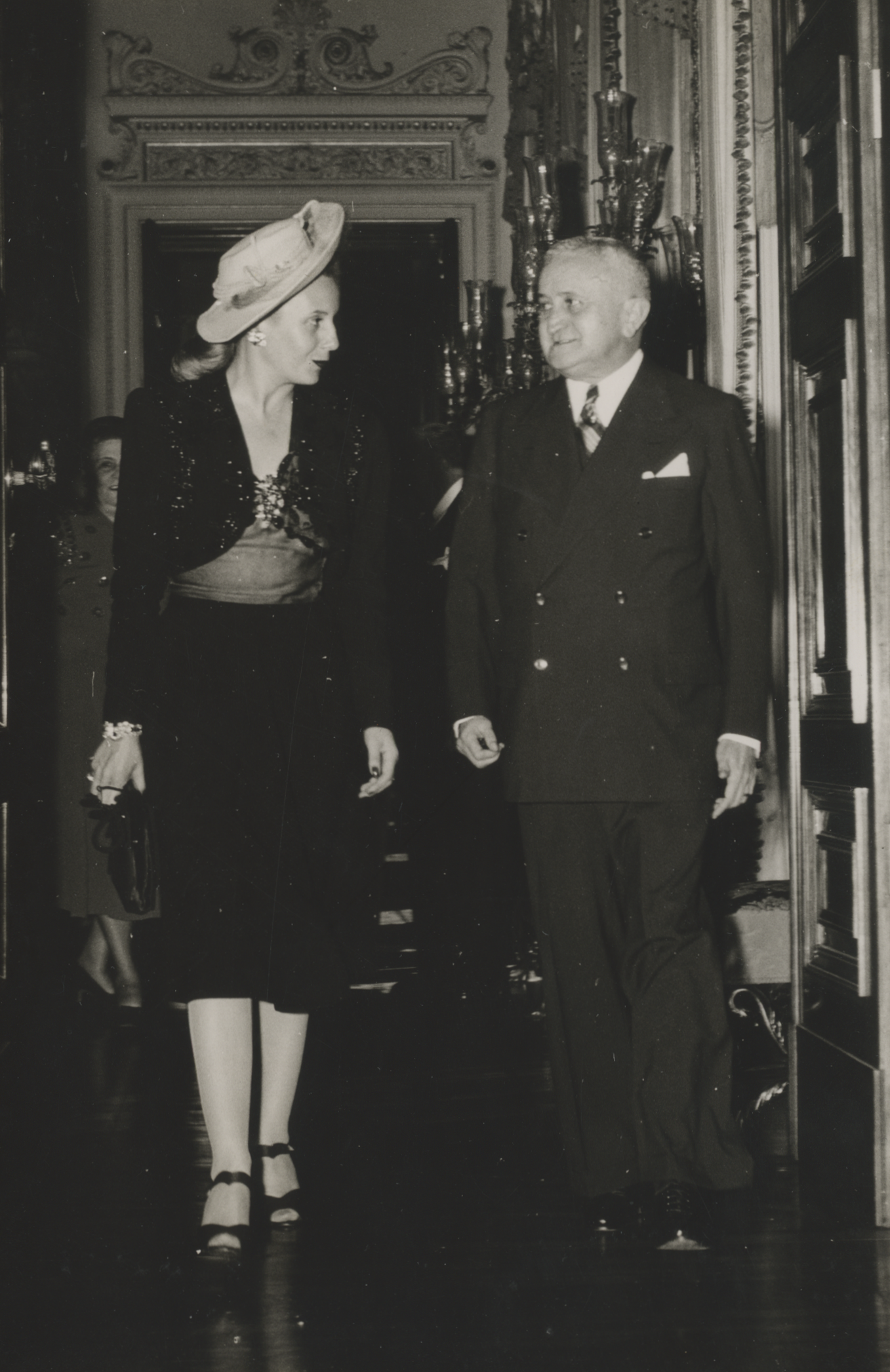
Eva Perón con il presidente brasiliano Eurico Gaspar Dutra a Rio de Janeiro, 1947. Archivio Nazionale del Brasile

### La campagna elettorale
Dopo il matrimonio, Perón fu occupato con la campagna elettorale. Il 26 dicembre 1945 Evita e Perón partirono per un viaggio elettorale con un treno che venne battezzato El Descamisado, per raggiungere il Nord del Paese. A questo viaggio ne seguirono altri. La novità fu soprattutto la presenza di Evita sul treno. Fino ad allora nessuna moglie aveva mai accompagnato un candidato nella sua campagna.
Evita, durante i viaggi, non tenne un discorso. Il 4 febbraio 1946, pochi giorni prima delle elezioni, un'associazione femminile organizzò un incontro al Centro Universitario Argentino per sostenere la candidatura di Perón. Questi, indisposto, decise di mandare la moglie. Il risultato fu disastroso, perché il pubblico reclamò con rabbia la presenza di Perón, impedendole di parlare.
Il 24 febbraio 1946 Juan Domingo Perón venne eletto presidente della Repubblica Argentina con il 52% dei consensi; nel 1947 fondò il Partito unico della rivoluzione, che venne chiamato Partito Peronista.

### I diritti delle donne e il Partito Peronista Femminile
Una delle battaglie di Evita Perón fu quella che portò al riconoscimento dell'uguaglianza dei diritti politici e civili tra gli uomini e le donne, con la legge 13.010 presentata il 23 settembre del 1947.
Il suo impegno per la dignità della donna fu costante e la condusse il 26 luglio del 1949 alla fondazione del Partito Peronista Femminile (PPF), di cui fu presidente fino al 1952. Al partito fu garantito il 33% degli incarichi ottenuti dal peronismo.

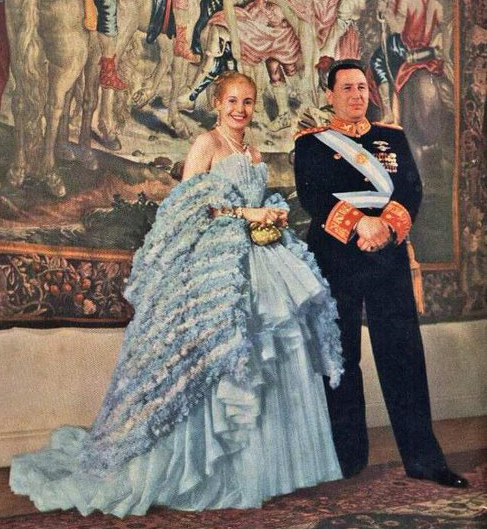
Juan ed Eva Perón a un ricevimento ufficiale, 1947

### Relazione con lavoratori e sindacalisti
Perón, dopo la vittoria nelle elezioni, oberato di impegni, delegò ad Eva i rapporti coi lavoratori. La sua efficienza venne ricompensata con l'assegnazione di un ufficio all'interno del ministero del Lavoro. Assidua visitatrice di fabbriche, scuole, ospedali, sindacati, club sportivi e culturali, Eva si guadagnò la fiducia dei lavoratori e dei sindacalisti, stabilendo una forte ma anche complessa relazione con essi.

#### Il giro in Europa
Un anno dopo le elezioni, Evita venne incaricata di rappresentare il marito in un tour europeo che toccò: la Spagna, l'Italia, il Vaticano, la Francia, il Portogallo, la Svizzera, il Brasile e infine l'Uruguay.

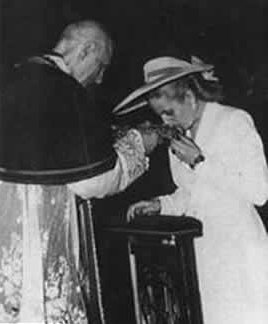
A Roma: incontro con un prelato

L'Europa del 1947 era un continente stremato dalla guerra appena finita. L'Europa aveva fame e l'Argentina abbondava di grano e di bestiame: questa occasione era per entrambi i continenti un'opportunità positiva. Il giro in Europa durò tre mesi. Evita salì su un aereo il 6 giugno 1947 e arrivò in Spagna l'8 giugno, ricevuta all'arrivo da Francisco Franco con l'intero governo. Fu proclamato un giorno di festa nazionale: anche per il popolo spagnolo Evita era già una leggenda e a Madrid non mancò di visitare i quartieri poveri, abbracciando gli ammalati e regalando denaro come faceva in Argentina. Le fu assegnata per l'occasione la Gran Croce dell'Ordine di Isabella la Cattolica. Il viaggio in Spagna fu un trionfo.

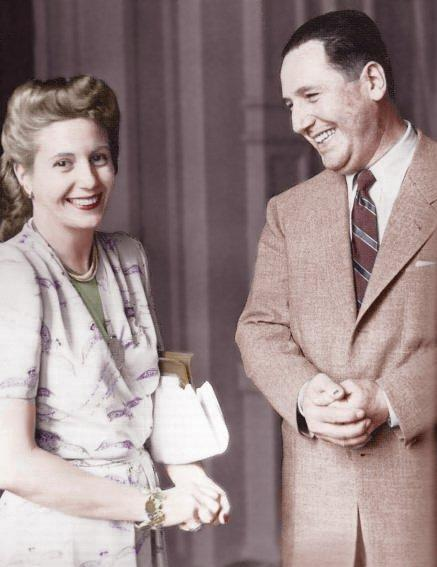
Perón ed Eva a un incontro ufficiale alla Casa Rosada

In Italia fu sia acclamata che contestata. Il 26 giugno del 1947 giunse a Roma. Il momento centrale del soggiorno romano fu rappresentato dall'incontro con papa Pio XII. Per accoglierla venne mandata la Fiat Torpedo che fu di Vittorio Emanuele III e che era poi passata in dotazione alla presidenza della Repubblica. Il racconto di quelle giornate è inserito nel volume "L'ultima macchina del Re" di Marco Linari. Il viaggio proseguì in Portogallo, Francia e Svizzera.
Il 23 agosto 1947 Eva ritornò in Argentina accolta da una folla immensa.

#### La fondazione Eva Perón
Il lavoro di Evita all'interno del governo peronista si orientò all'assistenza sociale con lo scopo di combattere la povertà. Subito dopo il ritorno dal suo tour europeo, Evita organizzò un'assistenza sociale dal nome "Crociata Maria Eva Duarte de Perón", che si occupava di dirigere l'assistenza infermieristica per le donne senza fissa dimora, concedendo sussidi e case temporanee. Nel 1948 creò la Fondazione Eva Perón, presieduta da lei stessa, che si occupava di migliorare le condizioni di vita dei bambini, degli anziani, delle ragazze madri e delle donne appartenenti alle classi più povere della popolazione. La Fondazione condusse una vasta gamma di attività sociali, dalla costruzione di ospedali, case di cura, scuole, campi estivi, all'assistenza e promozione delle donne.

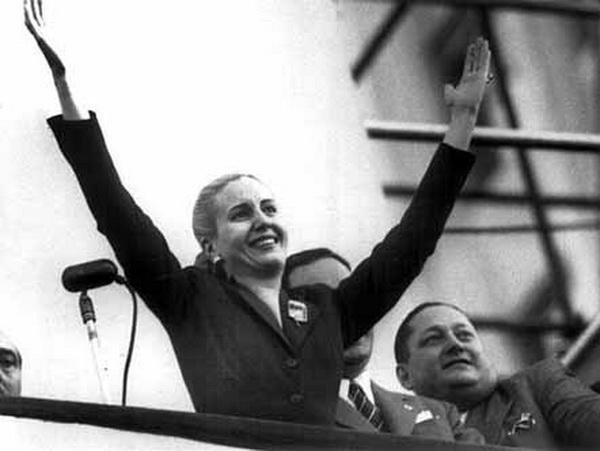
Evita acclamata dai descamisados

La Fondazione si sviluppò secondo tre direttrici:
- sociale: aiuti finanziari a chiunque ne facesse richiesta, creazione di posti di lavoro, concessione di borse di studio, costruzione di case popolari;
- educativa: costruzione di scuole, realizzazione di mense per gli scolari, costruzione di convitti annessi alle principali scuole; con i Juegos Infantiles Evita y Juveniles Juan Perón, 100.000 bambini e ragazzi provenienti da famiglie povere poterono accedere all'attività sportiva con benefici per la loro salute, essendo sottoposti a continui controlli medici;
- sanità pubblica: costruzione di ospedali, scuole per infermiere, laboratori di igiene e profilassi, case di cura per anziani, ponendosi l'obiettivo di sradicare alcune malattie endemiche dell'Argentina di quei tempi, quali: la tubercolosi, la malaria, la sifilide e la lebbra.

Tra le opere realizzate dalla Fondazione vi fu il complesso d'abitazioni Ciudad Evita (nel quartiere de La Matanza) e molti ospedali che ancora oggi portano il nome di Evita, Eva Perón o la "República de los Niños en Gonnet" (in provincia de Buenos Aires).
La preoccupazione di Evita per gli anziani la portò a proclamare nel 1948 il Decálogo de la Ancianidad (Decalogo dell'Anzianità), ovvero una serie di diritti degli anziani

### Candidatura alla vicepresidenza e malattia

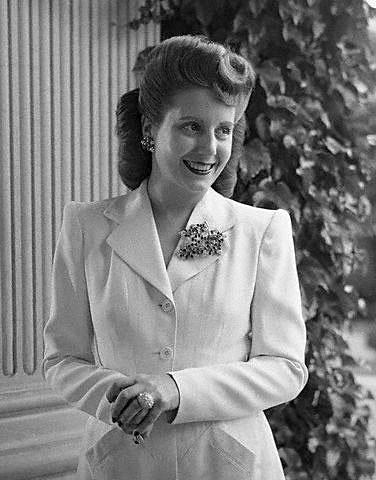
Eva negli anni cinquanta

Il 9 gennaio 1950 Evita svenne in pubblico e venne operata tre giorni dopo di appendicite, ma le venne diagnosticato anche un tumore dell'utero. Il medico propose un'immediata isterectomia totale, che avrebbe potuto probabilmente salvarle la vita o comunque prolungarla, senza grandi sofferenze (la madre di Eva aveva sofferto dello stesso male, ma l'isterectomia l'aveva salvata), ma Evita rifiutò, forse per non sminuire il proprio ruolo di "madre degli argentini" o perché credeva all'inizio che la diagnosi fosse falsa e solo una manovra degli antiperonisti per indebolirla psicologicamente e come leader politico agli occhi del popolo (i generali avevano già manifestato malumori per una sua eventuale corsa alla vicepresidenza).
La campagna ufficiale per la candidatura presidenziale Perón-Eva Perón iniziò il 2 agosto 1951, con l'arrivo di duecento sindacalisti venuti a incontrare Perón per chiedergli di accettare la rielezione e per esprimere il desiderio che Evita facesse parte del tandem presidenziale. Perón non rispose alle richieste e per questo motivo venne fissata una nuova data; il 22 agosto i sindacalisti si presentarono di nuovo per chiedere a Evita e Perón di depositare le loro rispettive candidature. La manifestazione non si svolse sul balcone della Casa Rosada, la residenza presidenziale argentina, ma nell'Avenida 9 de Julio. Evita voleva guadagnarsi un posto nella scheda elettorale come candidata alla vicepresidenza; questa mossa preoccupò molto i capi militari e i gruppi più conservatori, i quali cercarono in tutti i modi di evitare la candidatura, non ritenendo adatta una donna (per di più giovane e di estrazione popolare) come vice-comandante in capo delle forze armate. Evita, comunque ricevette il sostegno della classe operaia e delle donne peroniste, un sostegno così intenso che sorprese Juan Perón stesso.

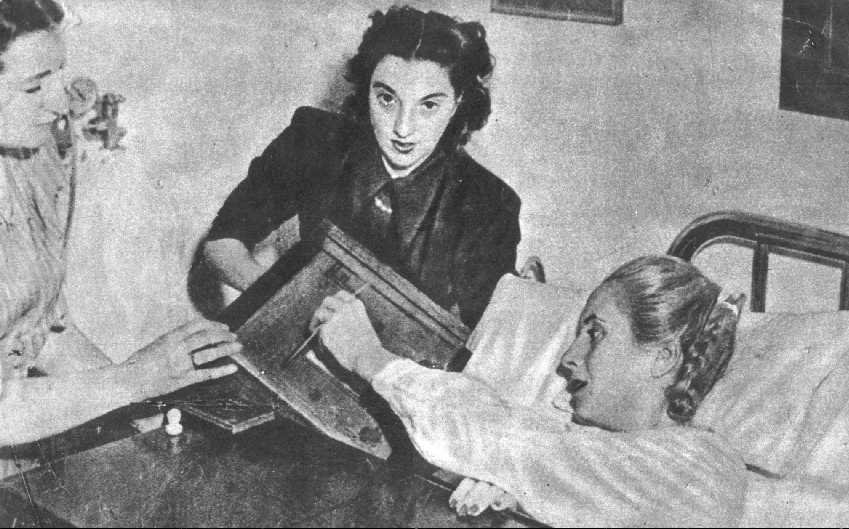
Eva Perón vota in ospedale nel 1951

Alla manifestazione, la folla chiese a Evita di annunciare pubblicamente la sua candidatura come vicepresidente. Evita rispose che avrebbe annunciato la sua decisione alla radio qualche giorno dopo.
Nove giorni dopo, Evita mandò un messaggio radiofonico al popolo argentino, annunciando la sua intenzione di rinunciare.
La voce secondo la quale era gravemente malata si diffuse fra il popolo, causando tristezza fra i peronisti ed esultanza fra i nemici del Presidente. Gli svenimenti di Eva continuarono per tutto il 1951, anche durante la cerimonia peronista del 22 agosto. Evita era molto debole e l'avanzamento del cancro la costringeva al riposo.

### La morte

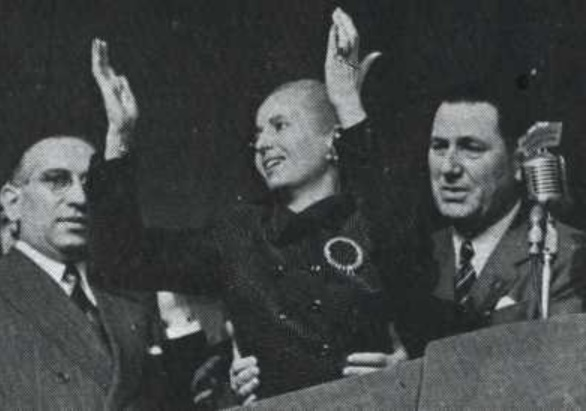
Il suo ultimo discorso pubblico, il 1º maggio 1952

Il 5 novembre 1951 Evita Perón fu sottoposta a intervento chirurgico dall'oncologo statunitense George Pack. Sei giorni più tardi votò dal suo letto d'ospedale per le elezioni generali in cui il marito fu eletto presidente per la seconda volta. Il 15 ottobre precedente era uscito il suo libro autobiografico La razón de mi vida, scritto con l'aiuto dello spagnolo Manuel Pennella; la prima edizione pubblicò 300 000 copie e, dopo la sua morte, divenne lettura d'obbligo nelle scuole.
Il 1º maggio 1952, sostenuta fisicamente dal marito alle sue spalle, tenne l'ultimo discorso pubblico dal balcone della Casa Rosada, con toni forti contro i nemici del peronismo. Il 7 maggio, giorno del suo trentatreesimo compleanno, Juan Domingo Perón nominò sua moglie «Leader spirituale della Nazione argentina», onorificenza concessa formalmente dalla Camera dei deputati. Ormai immobilizzata a letto, era ridotta a 37 chilogrammi.

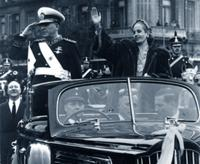
4 giugno 1952, ultima apparizione pubblica di Evita Perón

La sua ultima apparizione pubblica fu il 4 giugno al fianco del marito, in piedi sull'auto presidenziale per la seconda parata inaugurale. Riuscì a partecipare solo con l'uso di molti antidolorifici e di uno speciale sostegno metallico. La sera tornò a letto e uscì dalla sua camera solo per essere portata in ospedale.
Studi successivi portano a ritenere che nell'ultimo mese prima della morte Evita Perón fosse stata segretamente sottoposta a lobotomia come terapia palliativa del fortissimo dolore che il cancro era presumibile le procurasse. Alle 3 del mattino del 26 luglio entrò in coma; la morte sopraggiunse alle 20:23 di quello stesso giorno, per adenocarcinoma. Nella comunicazione ufficiale, l'orario fu modificato alle 20:25 e da quel giorno, a quell'ora, quotidianamente fino alla deposizione di Perón nel 1955, i notiziari della sera si interruppero con la formula: «Sono le 20:25 minuti, l'ora in cui Eva Perón è passata all'immortalità»; fu decretato il lutto nazionale per la durata di un mese.

## Mummificazione e sequestro di cadavere
Secondo quanto disse Perón, il desiderio di Evita era quello di non essere sotterrata, poiché già sapeva, in ogni caso, che l'avrebbero esposta, nonché quello di non essere dimenticata. Il medico spagnolo Pedro Ara, che aveva collaborato all’imbalsamazione di Lenin, mummificò il cadavere di Evita: quest’ultimo fu coperto da una bandiera bianca e azzurra, venne posto in una bara chiusa da un vetro trasparente ed esposto alla Segreteria del Lavoro.

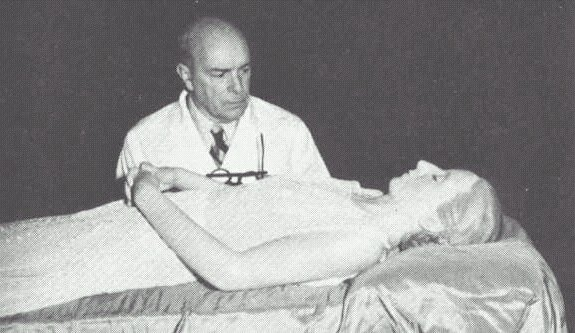
Il dottor Ara e il corpo mummificato di Evita

La fila dei visitatori raggiunse circa i due chilometri. Le persone aspettarono anche per dieci ore, pur di dare l'ultimo saluto a Evita.
Il 9 agosto la bara, posta su un affusto di cannone, circondata da una marea di fiori e da due milioni di partecipanti, venne portata prima al Congresso, poi alla CGT (Confederazione Generale del Lavoro), dove rimase.
Tre anni dopo un'insurrezione depose Perón, il quale fuggì e si recò in esilio in Spagna. La costruzione del mausoleo commissionato per Eva, con annesso grattacielo e statua monumentale, venne fermata.
Il dottor Ara si presentò poco dopo alla Casa Rosada per informare il generale Eduardo Lonardi, salito al potere, che Perón gli aveva lasciato il corpo di Eva. Al colloquio partecipò anche il tenente colonnello Carlos Eugenio Moori Koenig, nominato capo del servizio informazioni dell'esercito. Nei mesi successivi Koenig cercò di elaborare un progetto per nascondere la salma di Eva, poiché i militari temevano che qualsiasi posto destinato a ospitare quei resti si sarebbe trasformato in un luogo di culto. Moori Koenig trasferì il cadavere in un furgone, dove lo lasciò per diversi mesi: le spoglie vagarono per numerosi edifici militari, sempre sotto sorveglianza. Quando il colonnello Koenig si rese conto che non poteva continuare a spostare la salma di Evita da un luogo all'altro, né poteva distruggerla senza causare una rivolta, la trasportò nel suo ufficio, nella sede centrale del servizio informazioni, dove rimase fino al 1957. Si dice che Koenig, affascinato dalla perfezione del lavoro anatomico eseguito da Ara sul corpo di Eva, la mostrasse ogni tanto ai suoi ospiti.
Il generale Aramburu, dopo essersi accordato per seppellire Evita dignitosamente fuori dal paese, si mise in contatto con un prete italiano e uno argentino per trasportare la salma in Europa. Furono realizzate diverse finte salme, in pietra o cera, per ingannare i peronisti.
Portata in Italia, la salma fu seppellita sotto il nome di Maria Maggi, vedova de Magistris nel cimitero maggiore di Milano

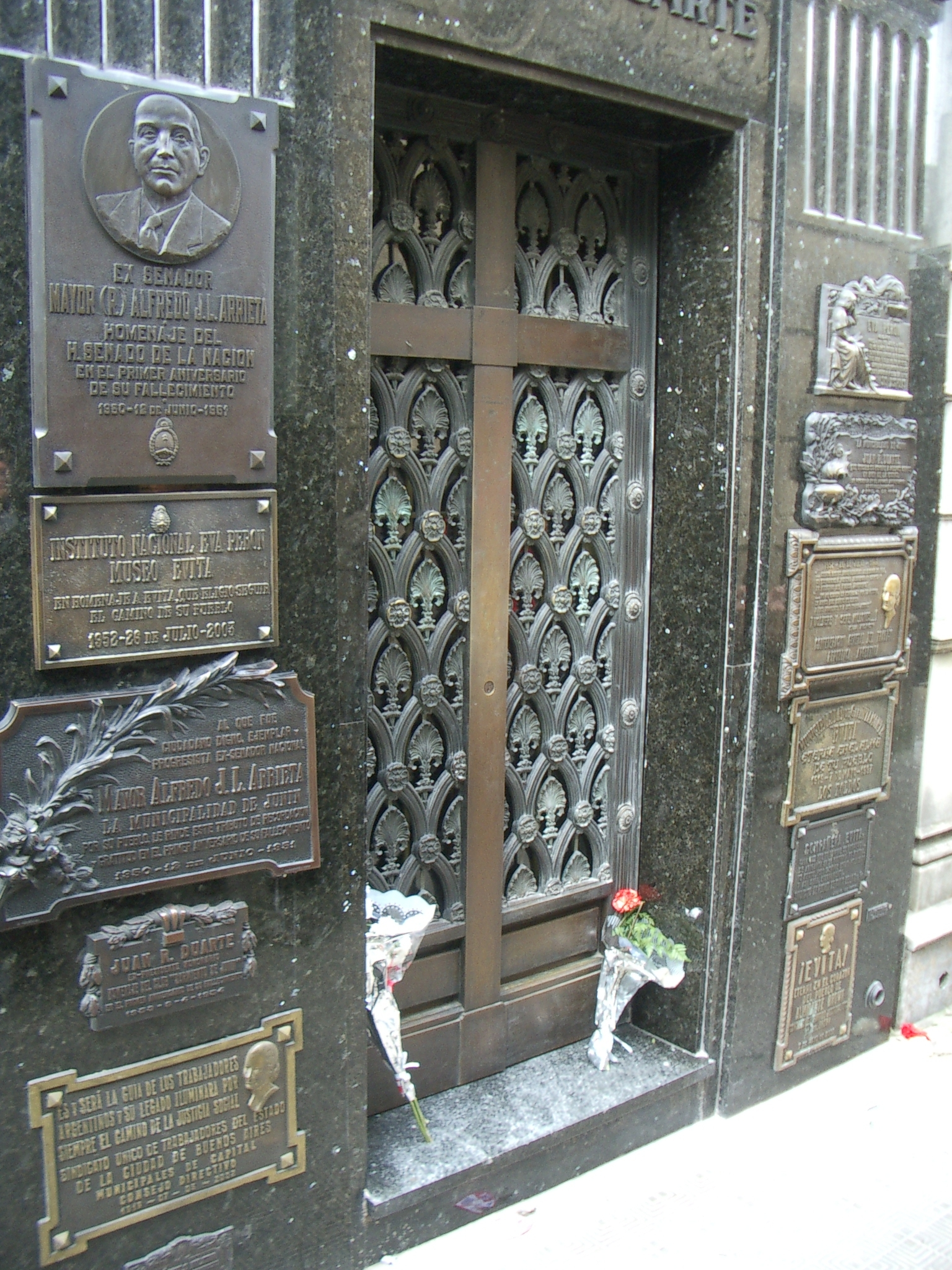
La tomba di Evita

Il 1º settembre 1971, il corpo venne riesumato e riconsegnato a Perón (a Madrid).

### Il ritorno in Argentina
Solo nel 1974 la salma tornò in Argentina, accolta da una moltitudine di sostenitori. Perón era stato eletto nuovamente Presidente nel 1973, ma morì pochi mesi prima del rimpatrio del corpo di Eva, lasciando la leadership alla terza moglie Isabel Martínez de Perón. I militari che la deposero con un golpe nel 1976 si impadronirono della salma di Evita, che alla fine, per ordine del dittatore Jorge Rafael Videla e tramite il generale Emilio Eduardo Massera, fu riconsegnata alle sorelle. Fu infine seppellita privatamente nel cimitero della Recoleta, nella cripta della cappella della famiglia Duarte-Arrieta. L'interno della cappella, dove si trova effettivamente la sepoltura, è privato e non visitabile dal pubblico, ma intorno al portone di ferro esterno vi sono diverse lapidi, tra cui alcune targhe a lei dedicate. Nel 2006, con la traslazione del corpo di Perón nel mausoleo a lui dedicato, si parlò di un possibile spostamento anche della mummia di Eva, cosa finora però non verificatasi.

## Evita Perón nella cultura di massa

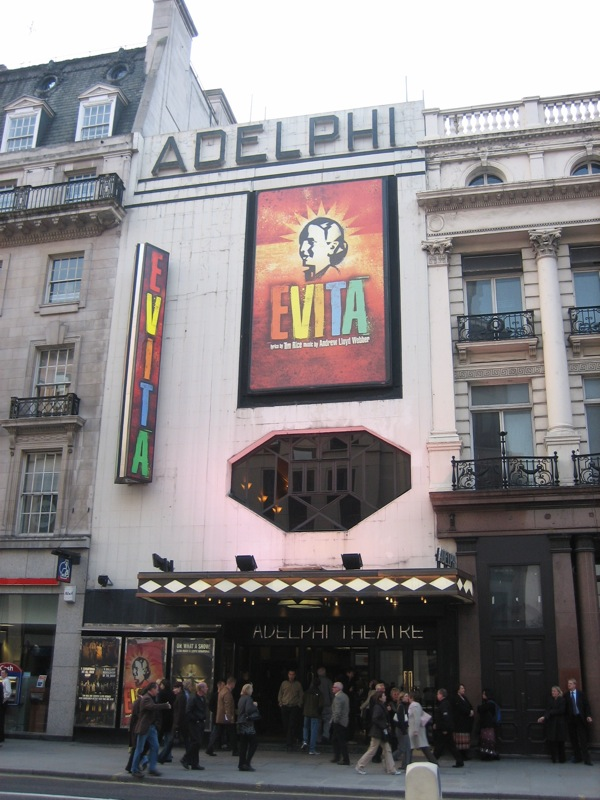
Il revival londinese di Evita all'Adelphi Theatre nel 2006

La figura di Evita Perón e la sua vicenda umana hanno ispirato, oltre che numerosi scrittori, anche il mondo della musica e del cinema. La sua immagine divenne di culto nel suo paese tanto che le furono dedicate città e una provincia. La sua autobiografia La razón de mi vida (La ragione della mia vita) divenne testo obbligatorio nel sistema educativo argentino. Evita fa parte dell'immaginario politico argentino come emblema della sinistra peronista, invisa alla classe superiore anglofila.
Il suo stile, comprendente sia: gioielli, abiti di lusso, tailleur, pellicce, sia abiti più popolari e le sue acconciature con chignon o alla Pompadour divennero molto noti non solo in Argentina.
È famoso il musical Evita del compositore inglese Andrew Lloyd Webber, portato anche sullo schermo in un film dal titolo omonimo con Madonna e Antonio Banderas (in una parodia di questo musical, in un episodio della serie animata I Simpson Lisa diviene presidentessa degli studenti).
In Italia, invece, il Quartetto Cetra le dedicò, quando era ancora in vita, il motivetto A pranzo con Evita. Nel 2017 anche la band power metal, White Skull le dedicò una canzone, Lady of Hope, contenuta nel disco Wheel of the Strong.

## Galleria d'immagini

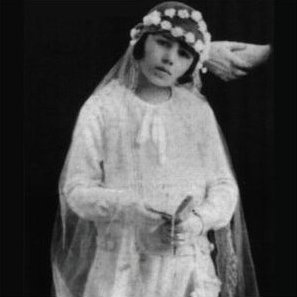
Eva Duarte nel 1926
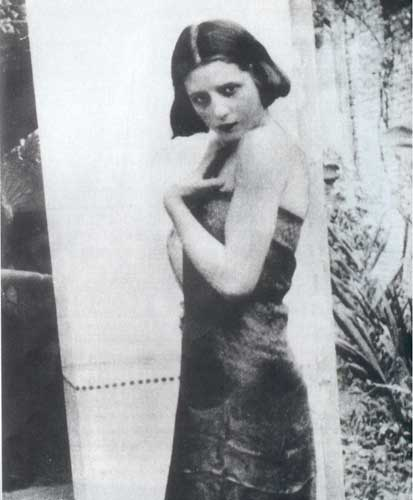
Eva a 15 anni (1934), all'inizio della carriera come attrice
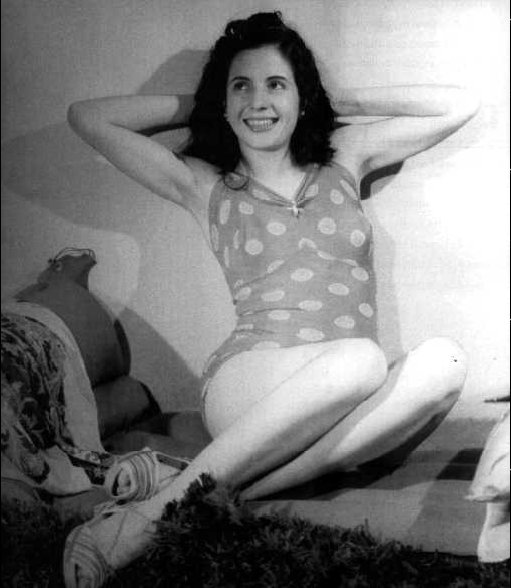
Evita nel 1937
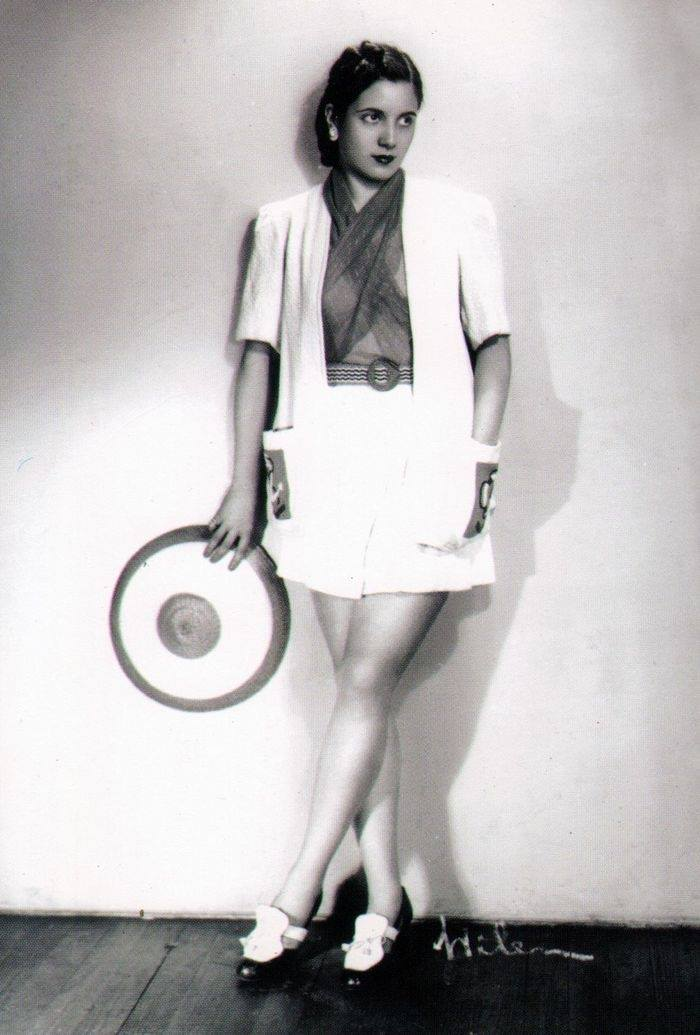
Foto del 1943
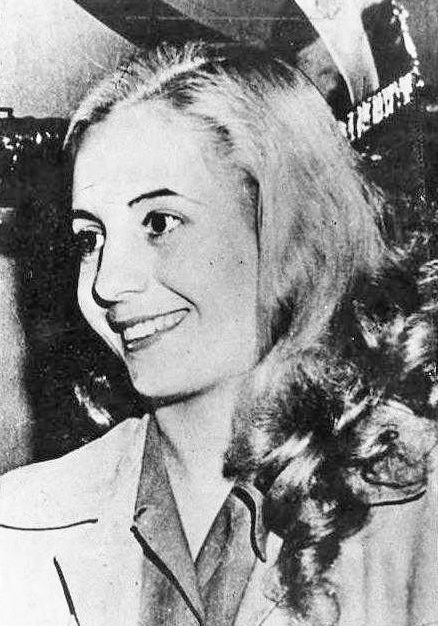
Eva Perón nel 1947
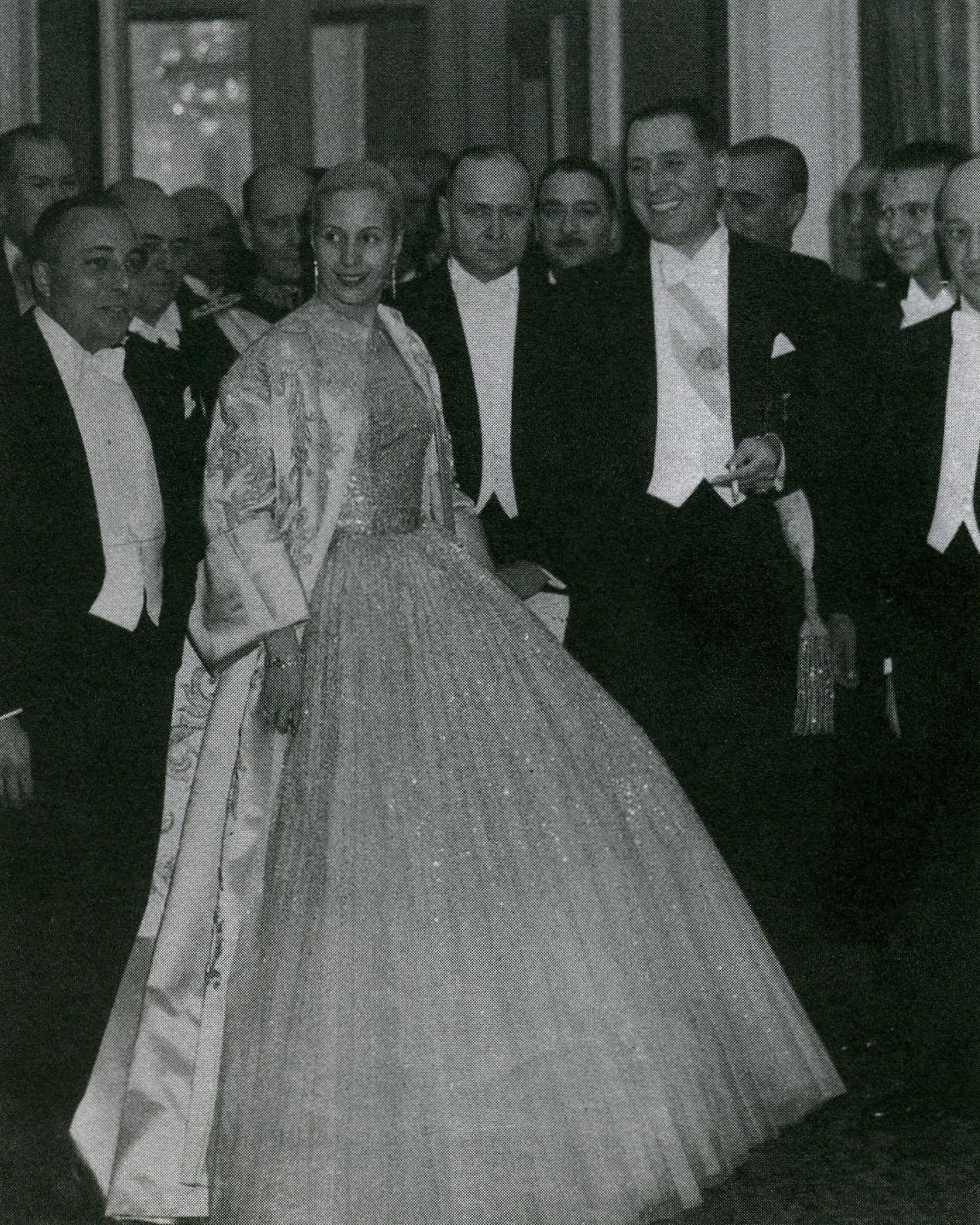
Evita in abito di gala, con il marito all'Opera
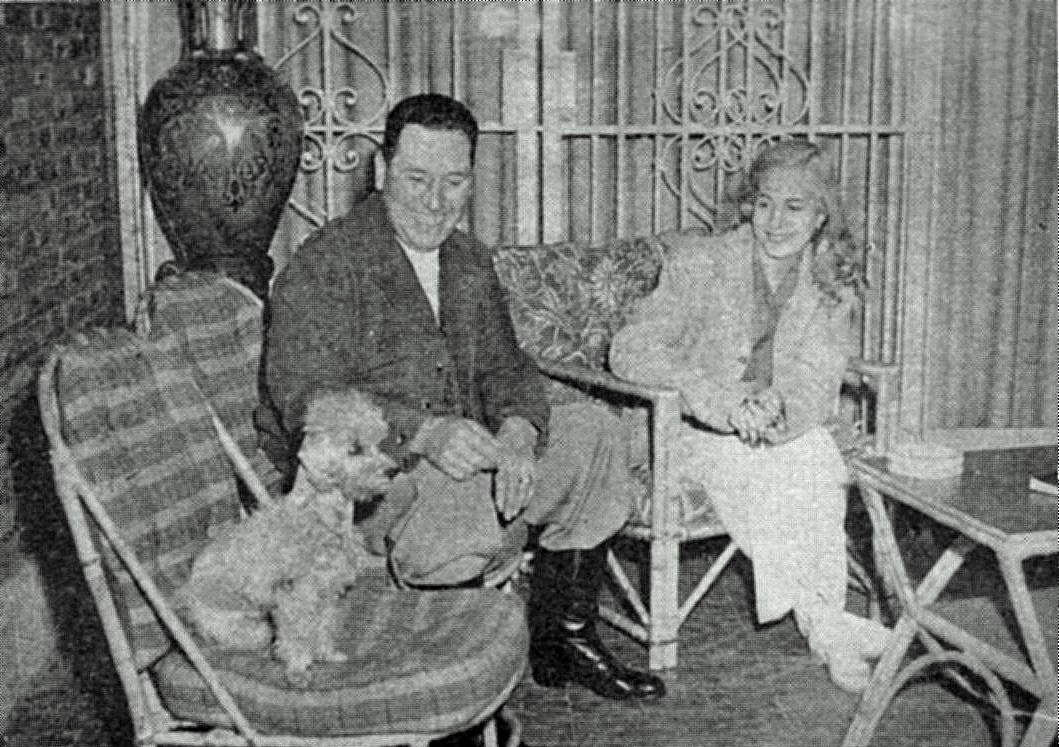
Perón, Evita e un cane
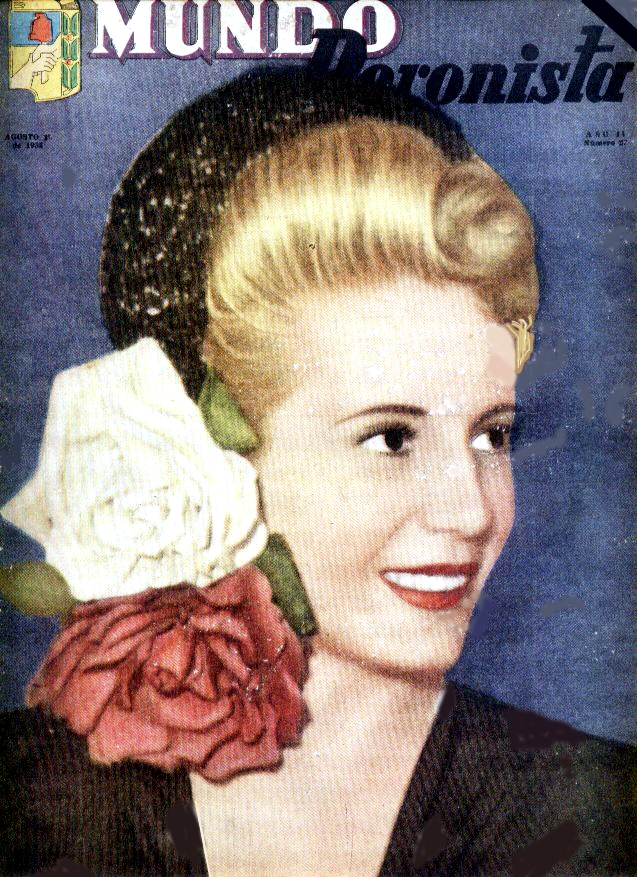
Copertina della rivista Mundo peronista
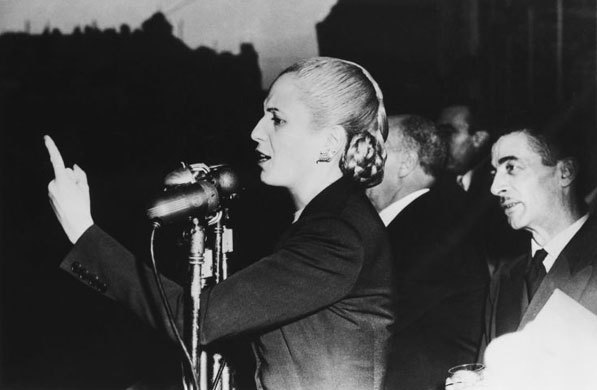
Eva pronuncia un discorso alla Casa Rosada
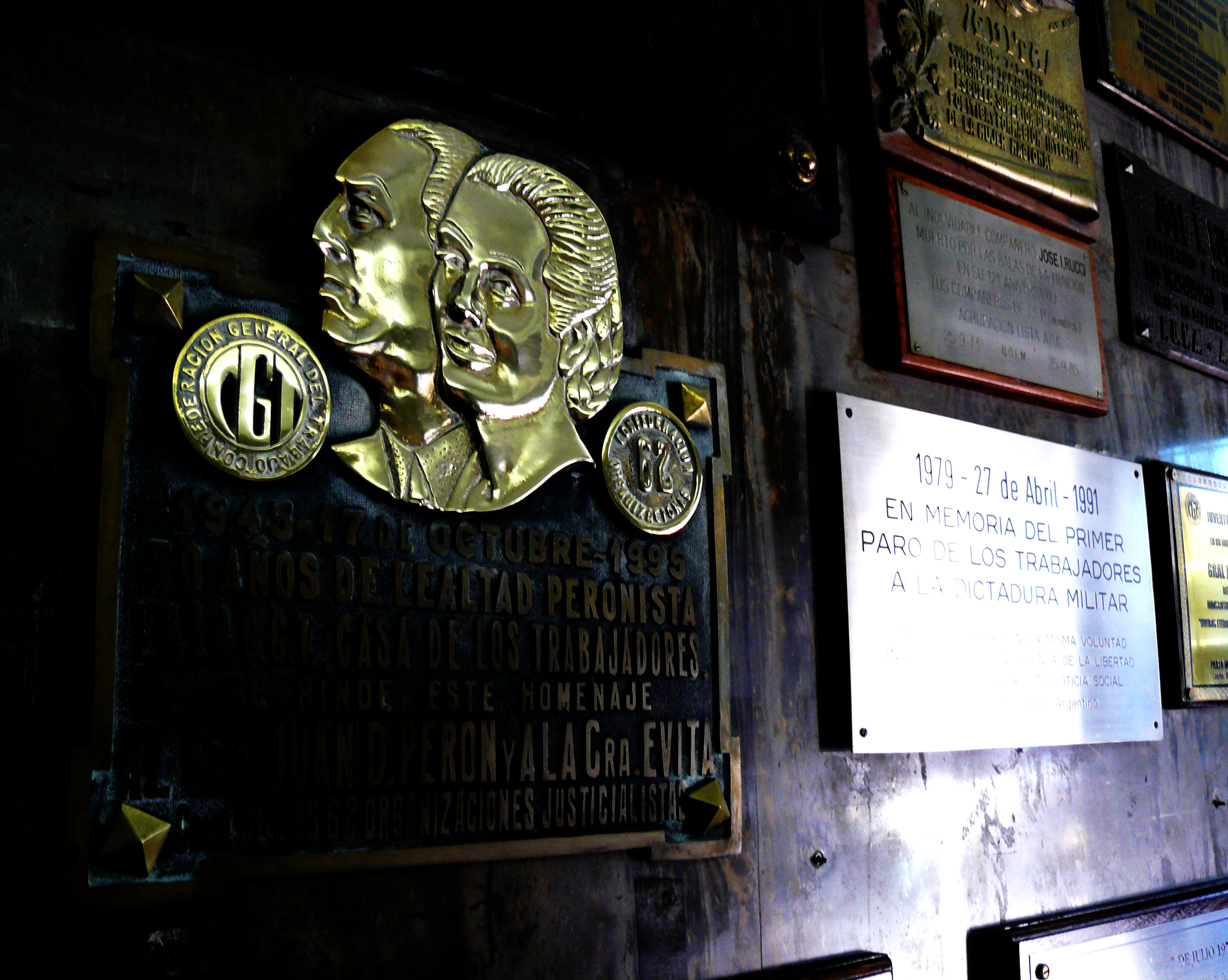
Placca commemorativa di Juan Domingo ed Eva Perón alla sede centrale della CGT

## Pubblicazioni
- La ragione della mia vita (La razón de mi vida) (1951), libro autobiografico, con Manuel Pennella.
- Il mio messaggio (Mi mensaje) (1952), raccolta postuma di scritti, curati e forse rimaneggiati[forse?] da Juan Perón.

## Filmografia

### Film con Eva Duarte Perón come interprete
- ¡Segundos afuera! (1937)
- La carga de los valientes (1940)
- El más infeliz del pueblo (1941)
- Una novia en apuros (1942)
- La cabalgata del circo, regia di Eduardo Boneo e Mario Soffici (1945)
- La pródiga (1945)

### Film su Evita
- Evita (1996)
- Eva no duerme, regia di Pablo Agüero (2015)